# 霍夫 (巴伐利亞州)
霍夫（德語：Hof，發音：[hoːf] ⓘ）是德国巴伐利亚州上弗兰肯行政区的非县辖城市，也是霍夫县的县治，面积58.02平方千米，2023年12月31日人口46,963人。

## 友好城市
霍夫与以下城市结为友好城市：
- 捷克 海布[2]
- 芬兰 约恩苏[2]
- 美国 奥格登[2]
- 德国 普劳恩[2]
- 巴西 卡魯阿魯[2][3]
- 法國 拉加雷讷新城[2]